# The Sworn Twelve
The Sworn Twelve est le 25e épisode de la saison 4 de la série Les Accusés (The Defenders).

## Fiche technique
- Titre original : The Sworn Twelve
- Réalisation : Michael Powell
- Scénario : Edward DeBlasio
- Direction artistique : Edgar Lansbury
- Production : George Justin
- Société de production : CBS
- Société de distribution : CBS
- Pays de production :  États-Unis
- Langue originale : anglais
- Format : noir et blanc — 35 mm — 1,33:1 —  son Mono
- Durée : 48 minutes
- Dates de sortie : États-Unis : 25 mars 1965

## Distribution
- E. G. Marshall : Lawrence Preston
- Robert Reed : Kenneth Preston
- King Donovan : Lou Desmond
- Ossie Davis : le procureur de district Daniel Jackson
- Brenda Vaccaro : Debbie Briggs